# Zhangheotherium
Zhangheotherium is een uitgestorven zoogdier uit de orde Symmetrodonta. Dit dier leefde ongeveer 125 miljoen geleden (Barremien van het tijdvak Krijt) in Azië.
Zhangheotherium is een van de drie soorten uit de Symmetrodonta die in befaamde Yixian-formatie van de Noord-Chinese provincie Liaoning zijn gevonden. De andere twee soorten zijn Maotherium en Akidolestes. Van Zhangheotherium zijn enkele vrijwel complete skeletten met afdrukken van een vacht bewaard gebleven.
Tot 1997 waren de symmetrodonten een vrij vage groep die alleen bekend waren van tanden en kaakfragmenten. De vondst van Zhangheotherium in 1997 en de andere Liaoning-soorten in de jaren daarna heeft veel bijgedragen aan de kennis over de symmetrodonten. De symmetrodonten hadden de grootte en leefwijze van een hedendaagse spitsmuis en het waren bodembewonende dieren, wat blijkt uit de korte, rechte vingers en de brede klauwen van Zhangheotherium. Zhangheotherium had verschillende primitieve kenmerken. Een van deze kenmerken was de giftige stekel aan de achterpoten, iets wat bij hedendaagse zoogdieren alleen bij het vogelbekdier voorkomt. Daarnaast had Zhangheotherium ook een reptielachtige manier van lopen.

## Beschrijving
Het promontorium van het binnenoor is recht en slank, wat aangeeft dat het slakkenhuis niet opgerold is, in tegenstelling tot levende zoogdieren. De borstkas van Zhangheotherium heeft een kleine V-vormige tussenklauw, die de sleutelbeenderen verbindt met het manubrium (bovenste deel van het borstbeen). Monotrematen bezitten een grote zandlopervormige tussenklauw terwijl bij theriërs het bot krimpt en samensmelt met het manubrium tijdens de embryonale ontwikkeling. Bij Zhangheotherium hebben de sleutelbeenderen flexibele verbindingen met hun aangrenzende botten, waardoor er meer bewegingsmogelijkheden zijn in het schouderblad. Aan de andere kant is het opperarmbeen meer reptielachtig van vorm, met een kleine tuberkel en onderontwikkelde trochlea. Als gevolg hiervan liep Zhangheotherium waarschijnlijk op een slingerende manier, net als monotrematen en sommige andere zoogdieren uit het Vroeg-Krijt, zoals Jeholodens en Repenomamus.
Net als bij andere symmetrodonten bestaat elke kies van Zhangheotherium voornamelijk uit drie grote spitse tanden in een driehoekige opstelling. Bij Zhangheotherium is elke kies aangevuld met een paar kleinere tanden, wat het aantal tanden op vijf brengt. Alle kiezen zijn opvallend robuust en conisch en hebben geen cristae (richels die tussen de tanden staan). Daarnaast zijn de cingulae (horizontale kammen aan de basis van de kroon) onderontwikkeld in de bovenkiezen en afwezig in de onderkiezen. Door de nadruk te leggen op sterke in elkaar grijpende cuspen in plaats van scherende kammen en richels, waren de tanden van Zhangheotherium meer gespecialiseerd dan die van andere symmetrodonten om voedsel te vermalen. Niettemin mist Zhangheotherium de malende talonvormige 'hiel' van echte therische molaren.

## Paleo-ecologie
Zhangheotherium is een van de vele uitgestorven zoogdieren waarvan bekend is dat ze een spoorvormig bot in de enkel hebben. Dit bot kan giftige eigenschappen hebben gehad, vergelijkbaar met de sporen bij mannetjes van het huidige vogelbekdier. In een onderzoek uit 2015 werd gesteld dat Zhangheotherium een mogelijk scharrelende levensstijl had, met lange achterpoten en een groot plantair gebied op de voet, beide optimaal om te kunnen klimmen. Specimen GMV 2124 van de gevederde dinosauriër Sinosauropteryx? sp. bevatte twee kaken van Zhangheotherium in zijn maagstreek. Het lijkt dus een prooi te zijn geweest van dit primitieve zoogdier, mogelijk op regelmatige basis.